# Francesco Gonzaga der Ältere

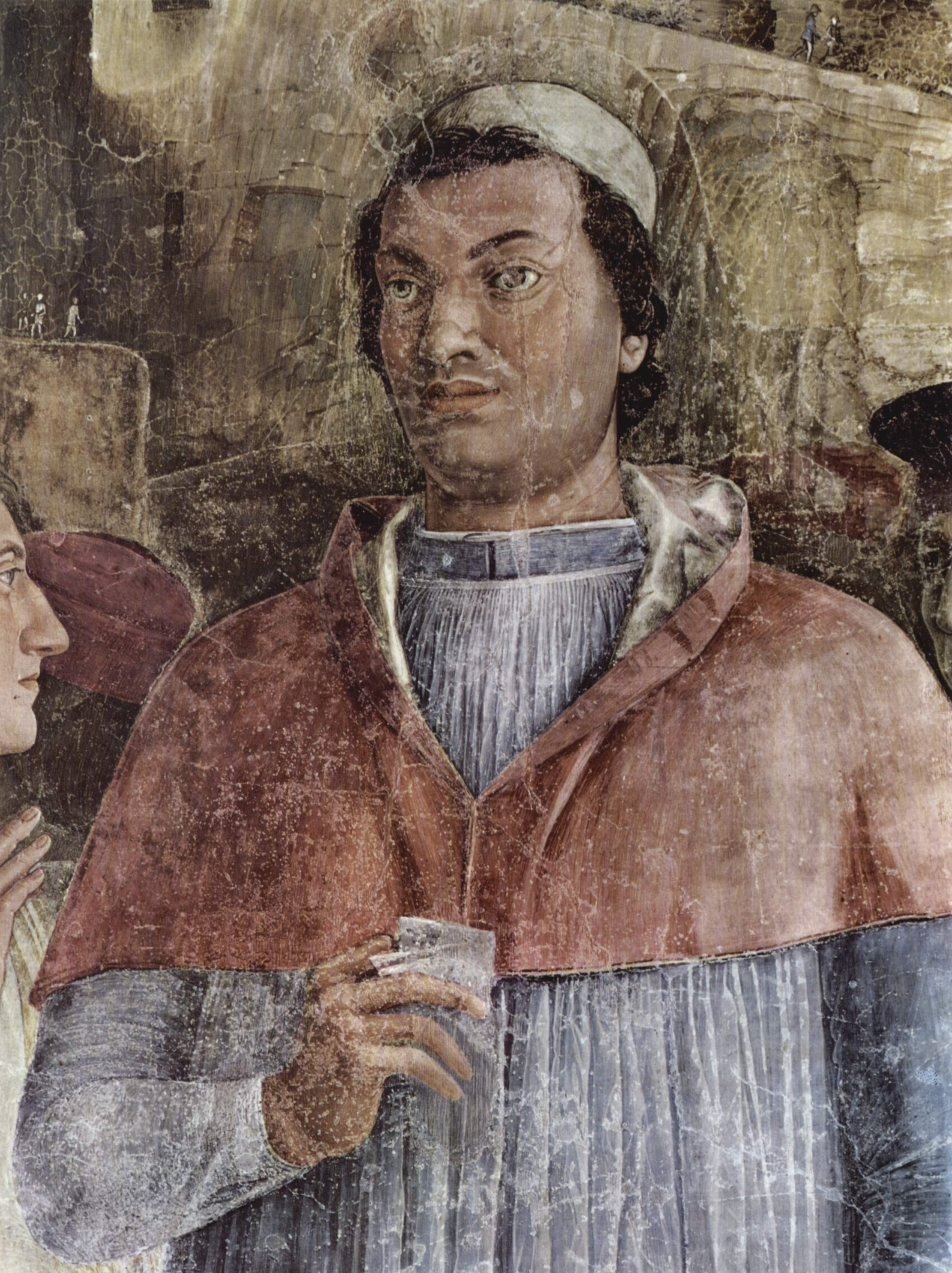
Kardinal Francesco Gonzaga d. Ä. (Freskoausschnitt von Andrea Mantegna im Herzogspalast in Mantua)

Francesco Gonzaga (* 15. März 1444 in Mantua; † 21. oder 22. Oktober 1483 in Porretta) war der Sohn des Markgrafen Ludovico III. Gonzaga von Mantua und seit 1461 Kardinal.

Seine Mutter war Barbara von Brandenburg (* 30. September 1422; † 7. November 1481), eine Tochter des Markgrafen Johann von Brandenburg-Kulmbach.
Francesco studierte in Padua und in Pisa. Papst Pius II. erhob ihn im Konsistorium vom 18. Dezember 1461 zum Kardinal. Im Streit um die Besetzung des Bischofsamts von Brixen wurde er vom Papst als Kandidat nominiert (das Brixner Domkapitel hatte Georg Golser gewählt, König Friedrich III. favorisierte Leo von Spaur); er konnte seine Ansprüche jedoch nicht durchsetzen. Am 20. August 1466 wurde er Bischof von Mantua.
Sein Sohn Francesco († 1507) wurde „il Cardinalino“ genannt.
Sein Bruder Rodolfo Gonzaga (1452–1495), Herr von Castiglione und Solferino, war der Urgroßvater des Hl. Aloisius von Gonzaga.